# Дуцзян'янь
Дуцзян'янь (都江堰, Dūjiāngyàn) — стародавня іригаційна система, створена 256 року до н. е. (Період Чжаньґо) в китайській провінції Сичуань поблизу Ченду під керівництвом чиновника на ім'я Лі Бін. Внесена до списку Світової спадщини ЮНЕСКО як найбільший інженерний проєкт в тогочасній Євразії, серед відомих на сьогодні. Також на цій території створено природничий національний парк.

## Історія
Згідно з Історичними Записками Сима Цяня, для того, щоб отримати підтримку місцевого населення Лі Біну довелося не лише розробити інженерне рішення, але й подолати наявні анімістичні забобони, інсценувавши весільний бенкет за участю річкового божества, скандал через його неввічливість та подальшу битву з «духом», якого зображав заздалегідь приготовлений бик.
Побачене переконало селян і дозволило залучити їх до будівництва: протягом семи років руйнували товщу скелі, розжарюючи її вогнищами, які потім заливали потоками крижаної води. Завдяки цілеспрямованому руйнуванню скелі річку Міньцзян було розділено на два рукави. Введення Дуцзян'янь 256 року до н. е. в дію поклало край щорічним розлиттям річки та створило винятково сприятливі умови для розвитку сільського господарства. У подяку за створення цієї системи Лі Бін був обожнений місцевими жителями, а на березі було споруджено храм на його честь. Дуцзян'янь досі дозволяє зрошувати бл. 5300 кв. км. орних земель.
У 1982 році на території Дуцзян'янь рішенням Державної ради КНР створено національний парк для захисту рідкісних тварин і рослин. 2006 року як єдиний комплекс з національним парком Цінченшань, парк Дуцзян'янь увійшов до переліку резерватів великої панди. Таким чином Дуцзян'янь двічі в різні роки увійшов до списку Світової спадщини — за культурним і природним критеріями. 2007 року присвоєно найвищу категорію ААААА за Рейтингом туристичних визначних пам'яток.
Система Дуцзян'янь сильно постраждала внаслідок землетрусу 2008.

## Опис
Розташовано в межах міста Дуцзян'янь, на відстані 60 км від м.Ченду. Клімат субтропічний вологий. На території поруч з іригаційною системою ростуть широколистяні та хвойні ліси, численні види рослин. Також тут мешкають рідкісні великі панди. Разом з парком Цінченшань у дикій природі нараховується близько 10 цих тварин.